# Lupinus simonsianus
Lupinus simonsianus är en ärtväxtart som beskrevs av Charles Piper Smith. Lupinus simonsianus ingår i släktet lupiner, och familjen ärtväxter. Inga underarter finns listade i Catalogue of Life.